# Oro - Grandes Êxitos
Oro - Grande Êxitos é uma compilação lançada pela Universal Music Argentina S.A. com as músicas do cantor e compositor espanhol David Bisbal, que mais fizeram sucesso no país. Esta é a seguda compilação na carreira do cantor. O álbum traz os sucessos "Ave María", "Bulería", "Dígale" e "Desnúdate Mujer".

## Faixas
1. "Bulería" (4:12)
2. "Dígale" (4:22)
3. "Ave María" (3:31)
4. "Fuiste Mía" (4:02)
5. "Me Derrumbo"(Crumbling) (4:09)
6. "Condenado A Tu Amor" (4:29)
7. "Se Acaba" (3:53)
8. "Denúdate Mujer" (4:40)
9. "Esta Ausência" (4:35)
10. "Permítame Señora" (4:43)
11. "Quiero Perderme En Tu Cuerpo" (3:57)
12. "Vuelvo A Tí" (3:40)
13. "Por Cuanto Tiempo" (3:53)

## Informações técnicas
- Código de Barras: 600753 06639 3